# Durig-Böhler-Preis

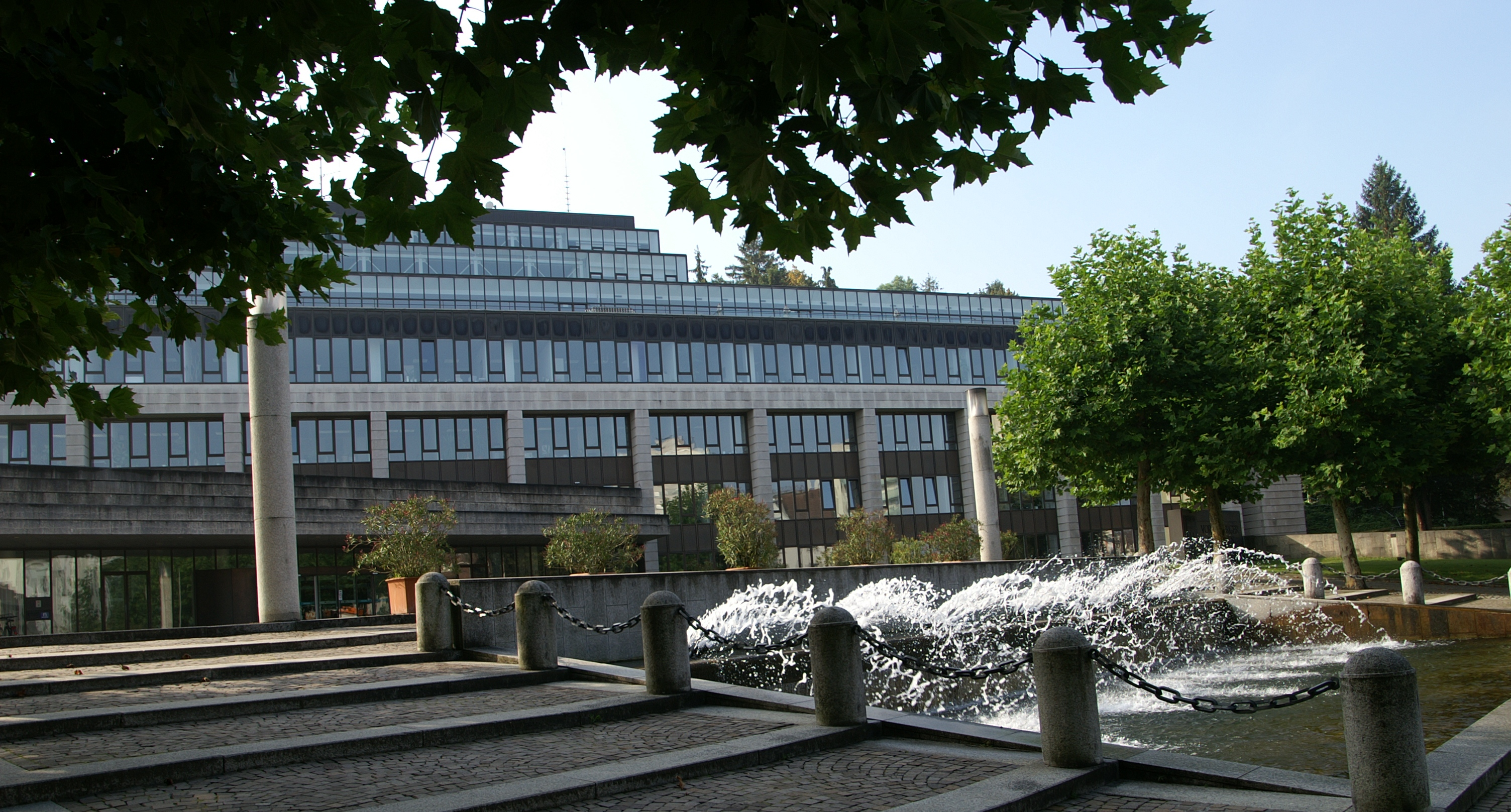
Das Landhaus in Bregenz, Sitz des Amtes der Vorarlberger Landesregierung

Der Durig-Böhler-Preis wird in Vorarlberg für innovative Forschung in der Medizin vergeben.

## Vergabe
Der Preis ist nach den beiden Vorarlberger Ärzten Arnold Durig (1872–1961) und Lorenz Böhler (1885–1973) benannt.
Die Stiftung dieses Preises wird gleichermaßen von der Vorarlberger Landesregierung, der Gesellschaft der Ärzte sowie der Vorarlberger Ärztekammer getragen.

## Preisträger
- 1980 Reinhard Haller

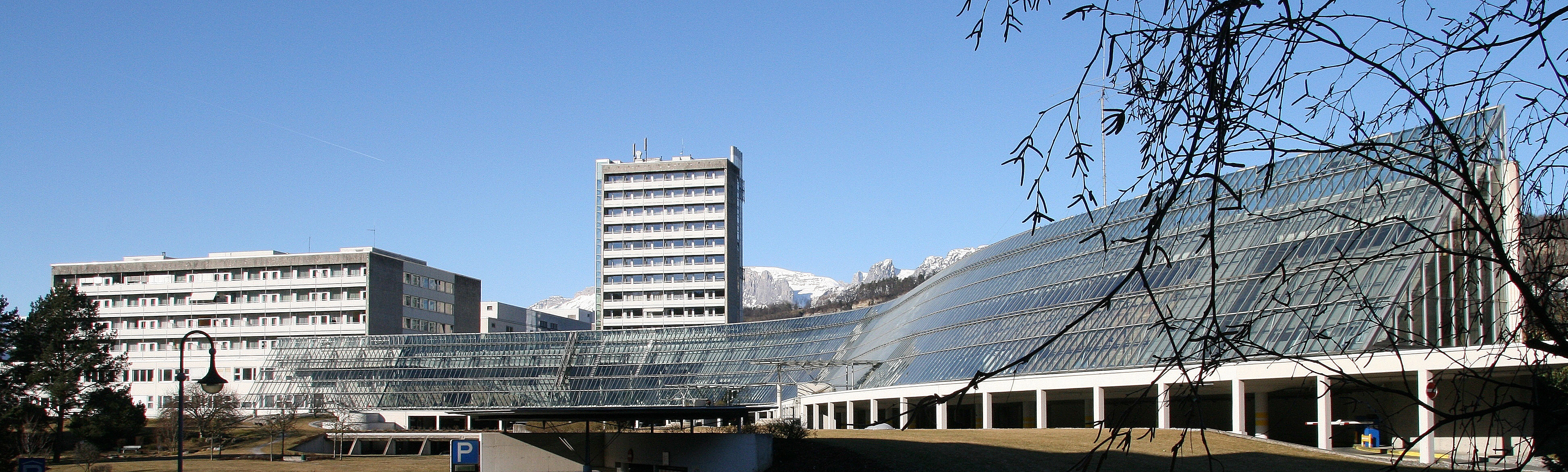
Landeskrankenhaus Feldkirch

- 1982 Gerhard Zimmermann (Krankenhaus der Stadt Dornbirn)
- 1993 Gerhard Zimmermann (Landeskrankenhaus Feldkirch)
- 1995 Gerhard Zimmermann (Landeskrankenhaus Feldkirch)
- 2003 Günter Höfle (Landeskrankenhaus Feldkirch)
- 2005 Günter Höfle (Landeskrankenhaus Feldkirch)[1] und Stefan Ebner (Landeskrankenhaus Bregenz)
- 2007 Emanuel Zitt (Nephrologie) und Arno Martin (Orthopädie) am Landeskrankenhaus Feldkirch
- 2009 Thomas Winder (Innere Medizin/Onkologie) und Thomas Marte (Innere Medizin/Endokrinologie) am Landeskrankenhaus Feldkirch[2]
- 2010 Philipp Rein (Abteilung für Innere Medizin und Kardiologie, Landeskrankenhaus Feldkirch)[3]
- 2011 Alexander Vonbank (Innere Medizin, Landeskrankenhaus Feldkirch) und Stefan Riml (plastische Chirurgie, Landeskrankenhaus Feldkirch)[4]
- 2012 Michael Osti (Unfallchirurgie und Sportraumatologie, Landeskrankenhaus Feldkirch, in Kooperation mit der Klinisch Funktionellen Anatomie, Universität Innsbruck)[5]
- 2013 Johannes Cip (Orthopädie, Landeskrankenhaus Feldkirch)
- 2014 Philipp Rein (Abteilung für Innere Medizin und Kardiologie, Landeskrankenhaus Feldkirch)[6]
- 2015 Michael Osti (Unfallchirurgie, Landeskrankenhaus Feldkirch)[7]
- 2016 Emanuel Zitt (Nephrologie, Landeskrankenhaus Feldkirch)[8]
- 2017 Andreas Bösl (Molekularbiologie, Landeskrankenhaus Feldkirch)[9]
- 2018 Emanuel Zitt (Nephrologe, Landeskrankenhaus Feldkirch)[10]
- 2019 Andreas Leiherer (Vorarlberg Institute for Vascular Investigation and Treatment)[11]
- 2020 Barbara Larcher (Kardiologie, Landeskrankenhaus Feldkirch)[12]
- 2021 Peter Tschann (Abteilung für Chirurgie,  Feldkirch); Magdalena Benda und Beatrix Mutschlechner (Abteilung für Innere Medizin, Feldkirch)[12]
- 2022 Peter Tschann (Abteilung für Chirurgie, Feldkirch)[13]
- 2023 Sylvia Mink (Medizinisches Zentrallabor, Feldkirch)[13]